# Sint-Hubertus en Antonius Abtkapel

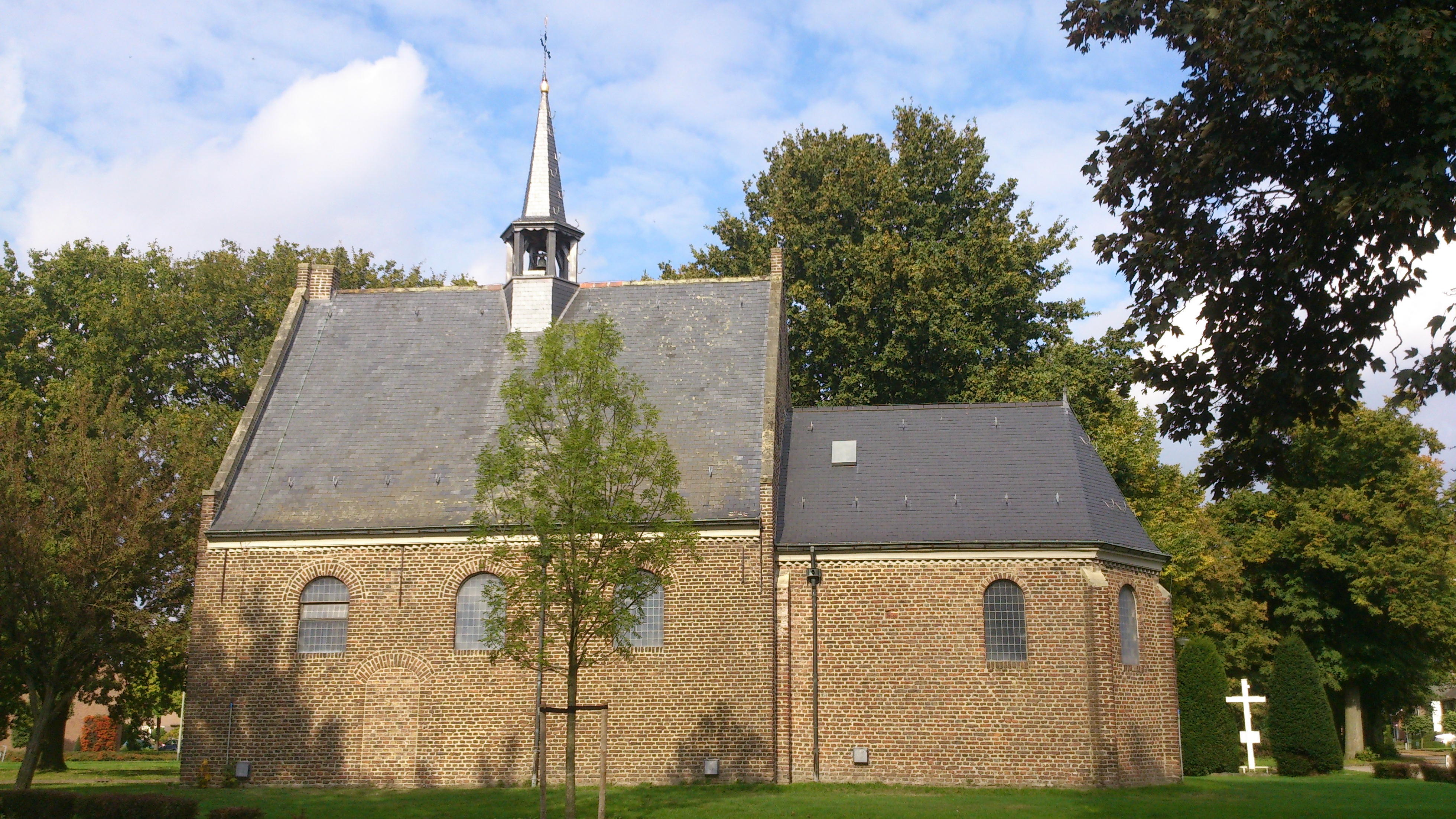
De kapel

De Kapel van de Heilige Hubertus en Antonius Abt is een betreedbare kapel gelegen in de Venrayse wijk Veltum, aan Hoebertweg 31. Op ongeveer 160 meter naar het noorden staat de Sint-Rochuskapel.

## Geschiedenis
De kapel werd gesticht in 1625, vermoedelijk werd toen enkel het koorgedeelte gebouwd. De muurankers van het schip tonen het jaartal 1681.
Op 21 januari 1970 werd de kapel ingeschreven in het rijksmonumentenregister.

## Bouwwerk
De kapel heeft een driezijdig gesloten koor dat wat lager is dan het schip. Koor en schip zijn beide door een zadeldak gedekt. De vensters zijn rondbogig. Op het schip bevindt zich een dakruiter. De voor- en achtergevels van het schip zijn tuitgevels.
Een gestuct tongewelf uit ongeveer 1900 overwelft het interieur. Dit interieur omvat een aantal heiligenbeelden: Sint-Rochus (ongeveer 1600), Sint-Antonius Abt (1e helft 16e eeuw), Sint-Hubertus (1e kwart 17e eeuw), Sint-Anna te Drieën (17e eeuw). Voorts een schilderij van Maria (3e kwart 17e eeuw) en twee 18e-eeuwse kerkbanken.
Bij de kapel bevindt zich een wegkruis in gepolychromeerd hout, mogelijk uit de 18e eeuw en gerestaureerd in 1983.